# Kurdische Sprachen

Kurmandschi (Nordkurdisch)
Sorani (Zentralkurdisch)
Südkurdische Sprache (mit Gorani)
Zaza-Sprache
gemischt

Die kurdische Sprache in Nachbarschaft mit anderen modernen iranischen Sprachen:
Kurdisch
Persisch
Gorani
Zazaki

Die kurdischen Sprachen (Eigenbezeichnung کوردی Kurdî, kurz für زمانی کوردی Zimanê kurdî) gehören zur nordwestlichen Gruppe des iranischen Zweigs der indogermanischen Sprachen. Sie werden hauptsächlich in den historischen Siedlungsgebieten der Kurden gesprochen, die auf mehrere Staaten verteilt sind: in der östlichen Türkei, im nördlichen Syrien, im Norden des Irak und Nordwesten und Westen Irans. Durch Migrationen in den letzten Jahrzehnten gibt es auch zahlreiche Sprecher kurdischer Sprachen in Westeuropa, vor allem in Deutschland. Es gibt drei kurdische Sprachen oder Hauptdialektgruppen: Kurmandschi (Nordkurdisch), Sorani (Zentralkurdisch) und Südkurdisch.
Zazaki und Gorani werden heute von der Forschermehrheit als eigenständige Untergruppe des Nordwestiranischen betrachtet und sprachwissenschaftlich nicht zu den kurdischen Sprachen gerechnet (siehe auch Zaza-Gorani), obwohl diese Sprachen unter den historisch und herkömmlich als „Kurden“ bezeichneten Bevölkerungsgruppen Verwendung finden oder fanden und daher unter kulturellen Aspekten als „kurdisch“ bezeichnet werden bzw. wurden.

## Kurdische Sprachen

### Kurmandschi (Nordkurdisch)
Kurmandschi (Nordkurdisch, kurdisch Kurmancî oder Kirmancî) ist die am weitesten verbreitete kurdische Sprache. Sie wird in der Türkei, in Syrien, im Irak und in Iran sowie in Armenien, im Libanon und in einigen ehemaligen Sowjetrepubliken von etwa acht bis zehn Millionen Menschen gesprochen. Nordkurdisch wird seit den 1930er Jahren vorwiegend im kurdisch-lateinischen Alphabet geschrieben und durchläuft gerade einen Prozess des Sprachausbaus.
Dabei wird versucht, den Dialekt Botani aus Botan in Cizre zur Standardsprache zu entwickeln. Dieser Dialekt wurde von Kamuran Bedirxan in den 1920er Jahren als Grundlage für sein Buch über die kurdische Grammatik benutzt. Auch werden viele türkische und arabische Lehnwörter durch kurdische Wörter aus anderen Hauptdialekten ersetzt.
Beispiele dafür sind:
- jiyan „Leben“ (vom Sorani-Verb jiyan „leben“)
- zanist „Wissenschaft“ (aus südkurdisch zanist-in „wissen“)
- wêne „Bild“ (von Sorani wêne „Bild“, vrgl. awêne „Spiegel“, aus mitteliranisch wēn- „sehen“)
- wêje „Literatur“ (möglicherweise von Südkurdisch wişe „Wort; Gesagtes“ adaptiert oder ein altes Kurmandschi-Relikt, vrgl. Persisch vāže „Wort“[5], aus Parthisch wāž- „sagen“)

Die echten Kurmandschi-Kognate zu diesen Wörtern wären jîn/jiyîn „leben“, zanî-n „wissen“, bîn- „sehen“ und bêj- „sagen“.
Dialekte:
- Şengalî (in Mossul),
- Judikani (in Zentralanatolien),
- Qerejdaxî (in Şanlıurfa, Qamischli usw.),
- Botanî (Boxtî) (in Botan),
- Serhedkî (in West-Aserbaidschan, Van, Erzurum, Kars, Ağrı, Muş usw.),
- Hekkarî (in Hakkâri, West-Aserbaidschan),
- Behdînî (in Dahuk und West-Aserbaidschan),
- Torî (in Mardin und Siirt),
- Xerzî (Batman und Siirt),
- Qochanî (in Chorasan),
- Birjandî (in Chorasan),
- Elburzî (in Dailam),
- Westdialekt (Marashkî) (in Kahramanmaraş, Gaziantep, Sivas, Tunceli, Adıyaman usw.),
- Zentraldialekt (um Diyarbakır)
- Efrînî (in Afrin, Gaziantep und Şanlıurfa).

### Sorani (Zentralkurdisch)
Sorani (Zentralkurdisch) wird im Süden der Autonomen Region Kurdistan und in Westiran von etwa fünf Millionen Menschen gesprochen. Zur Schreibung des Zentralkurdischen wird meist die arabische Schrift mit persischen Sonderzeichen verwendet, zunehmend aber auch das kurdisch-lateinische Alphabet. Es gibt eine umfangreiche literarische Produktion.
Die Ausbreitung des Sorani ist eng mit der Herrschaft der Baban-Dynastie von Sulaimaniyya verbunden. Die wirtschaftliche Kraft der Stadt verbreitete das Zentralkurdische in der Region und verdrängte somit das ältere Kelhuri und Gorani. Heute wird das Zentralkurdische auch als Quelle für Wortschöpfungen des Nordkurdischen benutzt.
Dialekte und Mundarten:
- Hewlêrî (in Arbil),
- Pishdarî (südlich von Arbil)
- Xaneqînî (in Chanaqin),
- Mukrî (in Mukriyan),
- Rewandzî (in Rawanduz),
- Silêmanî/Soranî/Babanî (in Sulaimaniyya),
- Erdelanî (in Ardalan),
- Sineyî (in Sanandadsch),
- Warmawa (nordöstlich von Arbil),
- Germiyanî (in Kirkuk),
- Jaffi (von Jaff-Stamm gesprochen),
- Judeo-Kurdisch (in Kermanschah und Hamadan)

### Südkurdisch
Das Südkurdische weist viele Eigentümlichkeiten auf und ist lautlich in vielerlei Hinsicht älter als die anderen kurdischen Sprachen. Möglicherweise kann man im Südkurdischen die Spuren einer älteren kurdischen Sprachschicht erkennen. Südkurdisch wird in Westiran (Ilam und Kermanschah) und im Osten des Nordiraks (Süd-Chanaqin, Kirind und Qorwaq), in den lurischen Gebieten, in Aleschtar, Kuhdescht, Nurabad-e Dolfan und Chorramabad von etwa vier Millionen Menschen gesprochen. Durch den Kontakt mit dem Persischen wurde das Südkurdische erheblich beeinflusst. Die Sprecher des Südkurdischen sind überwiegend Schiiten; viele gehören zur Religionsgemeinschaft Ahl-e Haqq.
Dialekte:
- Kelhuri, Kolyai, Kirmanshahi, Garrusi, Sanjabi, Malekshahi, Bayray, Kordali
- Leki, Biranavendî, Kurdshûlî (in Fars), Shêx Bizinî (in der Türkei, vor allem um Ankara), Feylî (in Ilam), Silaxûrî und Xacevendî (in Mazandaran)
- Faili-Kurdisch von Faili gesprochen

## Klassifikation
Obwohl sich die drei kurdischen Sprachen einigermaßen unterscheiden, gibt es eine Reihe von gemeinsamen Merkmalen, durch die sie sich von anderen iranischen Sprachen abheben. So gibt es laut David Neil MacKenzie den Übergang vom postvokalen und intervokalen altiranischen *-m- zu -v-/-w-, den Verlust des ersten Konsonanten in den Konsonantengruppen *-gm-, *-xm- und die Wiedergabe des altiranischen *x- im Anlaut durch k'- oder k-. Allerdings bleibt im Südkurdischen /x/ erhalten (zum Beispiel Kurmandschi und Sorani ker, aber Südkurdisch (Kelhuri und Leki) xer „Esel“; Kurmandschi kanî, aber Südkurdisch xanî „Brunnen“).
Innerhalb der indogermanischen Sprachen nehmen die kurdischen Sprachen folgende Position ein:
- Indogermanische Sprachen
  - Indoiranische Sprachen
    - Iranische Sprachen
      - Westiranische Sprachen
        - Nordwestiranische Sprachen
          - Kurdische Sprachen
            - Kurmandschi
            - Sorani
            - Südkurdisch

Kurdisch weist typisch nordwestiranische Laut-Eigenschaften auf, die die Sprache deutlich von Persisch abgrenzen und schon in Altiranisch existiert haben (zum Beispiel Avesta zānā- „wissen“, Altpersisch dānā-). Beispiele:
| Laut    | Kurdisch | Persisch | Deutsche Bedeutung |
| ------- | -------- | -------- | ------------------ |
| s/z : h | binas    | gunāh    | Schuld             |
| s/z : h | masî     | mahī     | Fisch              |
| s/z : h | asin     | āhan     | Eisen              |
| s/z : h | xwaz-    | xāh-     | wollen (Präs.)     |
| z : d   | zava     | dāmād    | Bräutigam          |
| z : d   | zanîn    | dānestan | wissen             |

Zur umfassenden Klassifikation vergleiche man den Artikel Iranische Sprachen.

### Trennung von Zaza-Gorani
Die kurdischen Sprachen haben sich von ihrer gemeinsamen Protosprache durch die Zeit weiterentwickelt und zeichnen sich durch Eigenschaften aus, die sie von der archaischen Zaza-Gorani-Gruppe entfernt haben. Diese wären zum Beispiel:
| Laut         | Kurdisch  | Gorani    | Zazaki     | Deutsche Bedeutung |
| ------------ | --------- | --------- | ---------- | ------------------ |
| v : m        | nav       | name      | name       | Name               |
| v : m        | gav       | game      | game       | Schritt            |
| v : m        | çev       | çem       | çim        | Auge               |
| i : e        | kird      | kerd      | kerd       | hat getan          |
| i : e        | mird      | merd      | merd       | ist gestorben      |
| i : e        | bird      | berd      | berd       | hat gebracht       |
| k : h        | ker       | her       | her        | Esel               |
| k : h        | kanî      | hane      | hênî       | Brunnen            |
| k : h        | kirîn     | herînay   | herînayene | kaufen             |
| j : ç/c, j/c | roj       | roç       | roc        | Sonne              |
| j : ç/c, j/c | pêj-      | peç-      | pewc-      | kochen             |
| j : ç/c, j/c | bêj-/wêj- | waç-/vaç- | vac-       | sagen              |
| j : ç/c, j/c | jin       | jenî*     | cenîye     | Frau               |
| j : ç/c, j/c | jî-       | jîw-      | ciwî-      | leben              |

- jenî in Gorani ist laut Mann-Hadank von Alt-Kurmandschi entlehnt

### Sonderstellung Leki
Der Dialekt Leki wird von den meisten Forschern als eine kurdische Sprache betrachtet. Leki unterscheidet sich in grammatischer Hinsicht kaum von Kelhuri und den anderen südkurdischen Dialekten.
Dennoch weist es auffällige lautliche Eigenschaften auf, die man als Bindeglied zwischen Kurdisch und Zaza-Gorani sehen könnte. So wird statt dem typisch kurdischen v/w-Laut  ein m gebraucht (Kelhuri/Sorani naw : Leki nam „Name“), statt i generell ein e (Kelhuri/Sorani kirdin : Leki kerden „tun“. Zudem wird der altiranische V-Laut besser konserviert als in Kelhuri, z. B. versî oder versenî „hungrig“ statt Kelhuri/Sorani birsî (auf Zazaki veyşan).

## Geschichte
Ungefähr 1000 v. Chr. wanderten iranische Stämme in den Bereich ein, der jetzt Iran und Kurdistan genannt wird, unter ihnen auch die Meder, Sprecher einer nordwestiranischen Sprache. Im Verlauf der nächsten Jahrhunderte vermischten sich die einwandernden iranischen mit ansässigen nicht-arischen Völkern; das kennzeichnete auch den Anfang der Entstehung der Kurden als Volk. Welche Sprachen als Ursprünge für die Vorgängersprache des heutigen Kurdischen gewirkt haben, ist nicht geklärt. Diskutiert wurden unter anderem die medischen Sprachen und die parthische Sprache oder ein hurritischer Ursprung. Die besonders nahe Verwandtschaft des Kurdischen mit den zentraliranischen Sprachen deutet auf einen Ursprung in der Region Fars oder sogar Zentraliran hin, nach einer anderen Hypothese im Gebiet von Kermanschah. Von dort breitete sich das Kurdische in den folgenden Jahrhunderten nach Nordmesopotamien und Ostanatolien aus. Lehnwörter aus dem Armenischen deuten darauf hin, dass der erste sprachliche Kontakt im 11. Jahrhundert n. Chr. stattgefunden hat.
Über das Kurdische der vorislamischen Zeit ist kaum etwas bekannt. Vom 15. bis 17. Jahrhundert entwickelten klassische kurdische Dichter und Autoren eine literarische Sprache. Die berühmtesten kurdischen Dichter aus dieser Periode sind Mulla Ehmed (1417–1494), Elî Herîrî (1425–1490), Ehmedê Xanî (1651–1707), Melayê Cezîrî (1570–1640) und Feqiyê Teyran (1590–1660). Bedingt durch mehrere Faktoren bildete sich aber keine kurdische Einheitssprache aus.

## Sprachverbote und rechtliche Lage
Seit dem Anfang des 20. Jahrhunderts belegten die Staaten mit kurdischen Bevölkerungsgruppen die Kurden und ihre Sprache mit Beschränkungen, um deren Sprecher an die jeweilige Nationalsprache zu assimilieren. Dadurch verlor ein Teil der Kurden seine Muttersprache. Einige dieser Repressionen sind inzwischen aufgehoben, sodass mittlerweile im Irak Kurdisch die zweite Amtssprache ist. In der Türkei war es bis 2008 verboten, auf Kurdisch zu publizieren oder kurdischsprachige Kurse abzuhalten.
Kurdisch als Privatkurs an Schulen ist gesetzlich zugelassen. Teilweise gibt es aber immer noch Schikanen bis hin zu juristischer Verfolgung.
Politikern mit kurdischer Herkunft wie Aysel Tuğluk und Ahmet Türk ist es seit 1983 durch das türkische Gesetz Nr. 2820 über die politischen Parteien verboten, im Wahlkampf und im Parlament kurdisch zu sprechen. Die Nichteinhaltung des Kurdischverbotes wurde im Wahlkampf vor der Parlamentswahl im Juni 2011 erstmals toleriert bzw. weder unterbunden noch verfolgt.

## Schrift
Die Kurden haben das jeweils in ihrer Heimat vorherrschende Alphabet benutzt. So benutzten sie im Mittelalter das arabische Alphabet in den osmanischen und persischen Variationen. In der Neuzeit und speziell nach dem Ersten Weltkrieg änderte sich das. In der Türkei wurde parallel zum neuen türkisch-lateinischen Alphabet ein kurdisch-lateinisches Alphabet entwickelt, dessen Verwendung jedoch erst 2013 erlaubt wurde. In Iran und im Irak wird in arabischer Schrift geschrieben, in Syrien teils die arabische, teils die lateinische Schrift verwendet. In der Sowjetunion benutzten die Kurden das kyrillische Alphabet.
Die drei wichtigsten Schriftsysteme sind unten aufgeführt:
| Nordkurdisch                            | Kyril- lisch | Zentral- kurdisch | Trans- literation | Aus- sprache | Beispiel                                          |
| --------------------------------------- | ------------ | ----------------- | ----------------- | ------------ | ------------------------------------------------- |
| A a                                     | А а          | ئا ـا ا           | a                 | a            | Lang wie Bahn                                     |
| B b                                     | Б б          | ب ـبـ ـب بـ       | b                 | b            | Deutsches b                                       |
| C c                                     | Щ щ          | ج ـج ـجـ جـ       | c                 | dʒ           | Wie Dschungel                                     |
| Ç ç                                     | Ч ч          | چ ـچ ـچـ چـ       | ç                 | tʃʰ          | Scharf wie deutsch                                |
| existiert nicht, entspricht tsch        | Ч’ ч’        | existiert nicht   | ç̱                 | tʃˁ          | Unaspiriertes tsch mit verengtem Rachen           |
| D d                                     | Д д          | د ــد             | d                 | d            | Deutsches d                                       |
| E e                                     | Ә ә          | ە ـە ئە           | e                 | ε            | Kurzes e wie in Ecke                              |
| Ê ê                                     | Е е          | ێ ـێ ـێـ ێـ ئێـ   | ê                 | e            | Lang wie Esel                                     |
| F f                                     | Ф ф          | ف ـف ـفـ فـ       | f                 | f            | Deutsches f                                       |
| G g                                     | Г г          | گ ـگ ـگـ گــ      | g                 | ɡ            | Deutsches g                                       |
| H h                                     | Һ һ          | هـ ـهـ            | h                 | h            | Deutsches h                                       |
| Ḧ ḧ                                     | Һ’ һ’        | ح حـ ـحـ ـح       | ẖ                 | ħ            | Siehe IPA-Zeichen, fehlt im Deutschen             |
| I i                                     | Ь ь          | existiert nicht   | i                 | ɪ            | Kurz wie in bitte                                 |
| Î î                                     | И и          | ى ئى ـيـ يـ       | î                 | i            | Lang wie Ziel                                     |
| J j                                     | Ж ж          | ژ ـژ              | j                 | ʒ            | Wie Journal                                       |
| K k                                     | К к          | ک ـک ـکـ کــ      | k                 | kʰ           | aspiriertes K                                     |
| existiert nicht, entspricht ck          | К’ к’        | existiert nicht   | ḵ                 | kˁ           | Wie franz. Cafe unaspiriert mit verengtem Rachen  |
| L l                                     | Л л          | ل ـل ـلـ لــ      | l                 | l            | Deutsches l                                       |
| existiert nicht, entspricht doppeltem l | Л’ л’        | ڵ ـڵ ـڵـ ڵــ      | ḻ                 | ɫˁ           | Siehe IPA-Zeichen                                 |
| M m                                     | М м          | م ـم ـمـ مــ      | m                 | m            | Deutsches m                                       |
| N n                                     | Н н          | ن ـن ـنـ نــ      | n                 | n            | Deutsches n                                       |
| O o                                     | О о          | ۆ ـۆ ئۆ           | o                 | o            | Lang wie Ofen                                     |
| P p                                     | П п          | پ ـپ ـپـ پــ      | p                 | pʰ           | Aspiriertes P                                     |
| existiert nicht, entspricht doppeltem p | П’ п’        | existiert nicht   | p̱                 | pˁ           | Wie franz. Peine unaspiriert mit verengtem Rachen |
| Q q                                     | Ԛ ԛ          | ق ـق ـقـ قــ      | q                 | q            | Guttural                                          |
| R r                                     | Р р          | ر ـر              | r                 | ɾ            | Gerolltes r                                       |
| existiert nicht, entspricht doppeltem r | Р’ р’        | ڕ ـڕ              | ṟ                 | rˁ           | Gerolltes r mit verengtem Rachen                  |
| S s                                     | С с          | س ـس ـسـ ســ      | s                 | s            | Wie wissen                                        |
| Ş ş                                     | Ш ш          | ش ـش ـشـ شــ      | ş                 | ʃ            | Wie Schule                                        |
| T t                                     | Т т          | ت ـت ـتـ تــ      | t                 | tʰ           | Aspiriertes T                                     |
| existiert nicht, entspricht doppeltem t | Т’ т’        | ط ـط ـطـ طــ      | ṯ                 | tˁ           | Wie franz. Tu unaspiriert mit verengtem Rachen    |
| U u                                     | Ö ö          | و ـو ئو           | u                 | ʊ oder ʉ     | Kurzes u                                          |
| Û û                                     | У у          | وو ـوو            | û                 | u            | Lang wie suchen                                   |
| V v                                     | В в          | ڤ ـڤ ـڤـ ڤـ       | v                 | v            | Wie wollen                                        |
| W w                                     | Ԝ ԝ          | و ـو              | w                 | w            | Wie Engl. Well oder warm                          |
| X x                                     | Х х          | خ ـخ ـخـ خـ       | x                 | χ            | Wie Bach                                          |
| Ẍ ẍ                                     | Ѓ ѓ / Г’ г’  | غ ـغ ـغـ غـ       | x̱                 | ɣ            | g als Reibelaut                                   |
| Y y                                     | Й й          | ى ئى ـيـ يـ       | y                 | j            | Wie Ja oder Yes                                   |
| Z z                                     | З з          | ز ـز              | z                 | z            | Wie Rose                                          |
| existiert nicht, entspricht ä           | Ə’ ə’        | ع عـ ـعـ ـع       | ʿ / e̱             | ʕ            | Stimmhafter Kehlenpresslaut, fehlt im Deutschen   |

(*) Die Transliteration gibt ausschließlich die Transliteration einer Vorlage in arabischer Schrift an, nicht einer kyrillischen oder armenischen.

## Aussprache
Der kurdischen Akademie für Sprache folgend wird die kurdische Phonetik folgendermaßen beschrieben.
Von den 31 Buchstaben, deren Aussprache weitgehend mit der Schreibung übereinstimmt, sind acht Vokale (a e ê i î o u û) und 23 Konsonanten (b c ç d f g h j k l m n p q r s ş t v w x y z).
Kleinbuchstaben: a b c ç d e ê f g h i î j k l m n o p q r s ş t u û v w x y z

Großbuchstaben: A B C Ç D E Ê F G H I Î J K L M N O P Q R S Ş T U Û V W X Y Z

Daneben gibt es noch den Digraph Xw.
Im Kurdischen werden lediglich die Wörter am Satzanfang und Eigennamen großgeschrieben.
|              | Bilabial | Labiodental | Alveolar | Postalveolar | Palatal | Velar | Uvular | Glottal |
| ------------ | -------- | ----------- | -------- | ------------ | ------- | ----- | ------ | ------- |
| Stops        | p b      |             | t d      |              |         | k g   | q      |         |
| Frikative    |          | f v         | s z      | ʃ ʒ          | ç       |       |        | h       |
| Affrikate    |          |             |          | ʧ ʤ          |         |       |        |         |
| Nasale       | m        |             | n        |              |         | ŋ     |        |         |
| Laterale     |          |             | l ɫ      |              |         |       |        |         |
| Flaps        |          |             | ɾ        |              |         |       |        |         |
| Vibrant      |          |             | r        |              |         |       |        |         |
| Approximante | ʋ        |             |          |              | j       |       |        |         |

|             | vorne | vorne | zentral | zentral | hinten | hinten |  |
| kurz        | lang  | kurz  | lang    | kurz    | lang   |        |  |
| ----------- | ----- | ----- | ------- | ------- | ------ | ------ |  |
| geschlossen | ı     | iː    | ʉ       |         | u      | uː     |  |
| mittel      | e     | eː    | ə       |         |        | oː     |  |
| offen       |       |       |         | aː      |        |        |  |

Die Vokalpaare /⁠ı⁠/ und /iː/, /⁠e⁠/ und /eː/ sowie /⁠u⁠/ und /uː/ unterscheiden sich von ihrer jeweiligen langen und kurzen Aussprache voneinander.
Kurze Vokale sind u, i und e und lange Vokale werden mit Zirkumflex ( ^ ), wie û, î und ê geschrieben.
Gewöhnlich werden kurdische Wörter auf der letzten Silbe betont. Eine Ausnahme bilden die Endungen, die an Tätigkeitswörter (Verben) und Hauptwörter (Substantive) treten. Verben werden auf der Silbe vor der Endung betont (außer mit den Vorsilben bı-, ne-/na-/m. und me-, die die Betonung auf sich ziehen). Hauptwörter werden auch auf der letzten Silbe vor der Endung betont (bis auf die Mehrzahl-Endung des 2. Falls, -a(n), die die Betonung auf sich zieht)
Bei der Aussprache sollte man besonders beachten:
- Die Selbstlaute e/ê, i/î sowie u/û werden unterschiedlich ausgesprochen. Der erste Selbstlaut ist jeweils kurz und oft abgeschwächt und undeutlich zu sprechen, der zweite hingegen lang und deutlich.
- Auf den Unterschied zwischen dem harten bzw. stimmlosen „s“ und dem weichen bzw. stimmhaften „z“ muss geachtet werden, da im Deutschen „s“ manchmal weich, manchmal hart ausgesprochen werden kann, wie zum Beispiel „Hose“ oder „Bus“, „z“ im Deutschen aber immer wie „ts“ ausgesprochen wird.
- Gleichfalls sind das vibrierende, weiche „v“ und das nur mit gerundeten Lippen gesprochene „w“ zu unterscheiden. Dieser Unterschied ist ebenfalls im Deutschen nicht, wohl aber zum Beispiel im Englischen vorhanden.

Weitere Besonderheiten zum Lautsystem:
- Die oben dargestellten Laute geben das Lautsystem des Nordkurdischen in etwas vereinfachter Form wieder. Es gibt in einigen Regionen noch die zusätzlichen Laute ' (= ayn), y und h sowie die „emphatischen“ Laute und des Weiteren die „nicht-behauchten“ p, t und k. Hierbei sind die Laute ayn, h, s und t aus dem Arabischen „entlehnt“ und kommen nicht in allen Gegenden gleichermaßen vor.
- Das Kurmandschi besitzt kein einheitliches Lautsystem. Den Südostmundarten stehen die Nordwestmundarten des Kurmandschi gegenüber. In diesen unter anderem in den Provinzen Kahramanmaraş, Malatya und Konya gesprochenen Dialekten bedient man sich zum Teil anderer Laute. Im Folgenden werden einige von dieser Erscheinung betroffene Vokale und Konsonanten aufgezählt: das lange offene a spricht man wie ein langes offenes o, wie im Englischen Baseball, aus. Das kurze e ist häufig als ein kurzes a anzutreffen. Das ç sprechen die Sprecher wie ein deutsches z aus. Der Laut c ist bei ihnen eine stimmhafte alveolare Affrikate, also ein „ds“ mit stimmhaftem s. Überdies werden die Fragepronomen kî (Wer) und kengî (Wann) als „çî“ und „çincî“ wahrgenommen. Die Präpositionen bi (mit), ji (aus, von) und li (in, zu) werden „ba“, „ja“ und „la“ ausgesprochen.

Es sollte beachtet werden, dass im Kurmandschi ein Dialektkontinuum vorherrscht. Das bedeutet, dass die zahlreichen Mundarten in diesen beiden Dialektgruppen fließend ineinander übergehen. Für die Nordwestmundarten ist kein Alphabet vorhanden. Die meisten Sprecher dieser Sprechart des Kurmandschi weichen im Schriftverkehr auf die türkische Sprache aus.

## Grammatik

### Nomen und Pronomen

#### Kasusbildung
Nordkurdisch unterscheidet wie viele andere iranische Sprachen nur zwei Fälle, nämlich den Subjektfall (Casus rectus) und den Objektfall (Casus obliquus) und verfügt damit über eine Zweikasusflexion. Zentral- und Südkurdisch kennen wie das Persische die Unterscheidung zwischen Kasus und Genus bei Substantiven und Pronomina nicht.
Der Casus rectus entspricht dem deutschen Nominativ, während der Casus obliquus Funktionen übernimmt, die in anderen Sprachen üblicherweise mit dem Genitiv, dem Dativ, dem Akkusativ und dem Lokativ ausgedrückt werden. Im Kurdischen existiert neben dem Casus rectus und dem Casus obliquus auch der Vokativ.
Die Endungen der primären Kasus sind wie folgt verteilt:
| Kasus    | Nordkurdisch | Nordkurdisch | Nordkurdisch | Zentralkurdisch | Zentralkurdisch | Südkurdisch | Südkurdisch |
| Kasus    | sg.m.        | sg.f.        | pl.          | sg.             | pl.             | sg.         | pl.         |
| -------- | ------------ | ------------ | ------------ | --------------- | --------------- | ----------- | ----------- |
| Rectus   | -Ø           | -Ø           | -Ø           | -Ø              | -an             | -Ø          | -an/-gel    |
| Obliquus | -î           | -ê           | -an          | -Ø              | -an             | -Ø          | -an/-gel    |

In manchen südkurdischen Mundarten wird statt -gel auch -eyl benutzt.
Die regelmäßige Deklination im Kurdischen:
- bira „Bruder“, jin „Frau“ und karker „Arbeiter“

| Kasus    | Präpos. | Nordkurdisch | Nordkurdisch | Nordkurdisch | Präpos. | Zentralkurdisch | Zentralkurdisch | Zentralkurdisch | Präpos. | Südkurdisch | Südkurdisch | Südkurdisch          |
| Kasus    | Präpos. | sg. m.       | sg. f.       | pl.          | Präpos. | sg. m.          | sg. f.          | pl.             | Präpos. | sg. m.      | sg. f.      | pl.                  |
| -------- | ------- | ------------ | ------------ | ------------ | ------- | --------------- | --------------- | --------------- | ------- | ----------- | ----------- | -------------------- |
| Rectus   | .       | bira-Ø       | jin-Ø        | karker-Ø     | .       | bira-Ø          | jin-Ø           | karker-an       | .       | bira-Ø      | jin-Ø       | karker-gel           |
| Obliquus | .       | bira-y-î     | jin-ê        | karker-an    | .       | bira-Ø          | jin-Ø           | karker-an       | .       | bira-Ø      | jin-Ø       | karker-gel/karker-an |

#### Definitheit
Im Zentralkurdischen und Südkurdischen existiert wie in Gorani eine Art Artikelsystem, im Nordkurdischen haben definite Nomina wie im Persischen keine besondere Kennzeichnung. Der Artikel im Zentralkurdischen wird suffigiert (angehängt). Endet das Wort auf einen Vokal, wird ein Hiatustilger eingeschoben (meistens -y-, bei gerundeten Vokalen auch -w-). In der kurdisch-arabischen Schrift wird der Hiatustilger allerdings nicht immer geschrieben, vgl. xanû-w-eke = „das Haus“: خانوووه‌که bzw. خانووه‌که.
- roj „Tag“

| Nordkurdisch | Nordkurdisch | Zentralkurdisch | Zentralkurdisch | Südkurdisch | Südkurdisch |
| definit      | indefinit    | definit         | indefinit       | definit     | indefinit   |
| ------------ | ------------ | --------------- | --------------- | ----------- | ----------- |
| roj-Ø        | roj-ek       | roj-eke         | roj-êk          | roj-eke     | roj-êk      |
| roj-Ø        | roj-in       | roj-ekan        | roj-an          | roj-ekan    | roj-an/-gel |

Man kann das zentralkurdische rojeke mit „der Tag“ und rojêk mit „ein Tag“ übersetzen.
Der suffigierte Artikel steht nach Wortbildungssuffixen und vor Enklitika wie den enklitischen Personalpronomina, zum Beispiel ker-eke-m = „mein Esel“ (auf Gorani zum Vergleich her-eke-m) oder xanû-w-eke-t = „dein Haus“. Er wird nicht gesetzt bei eindeutigem Bezug, also bei Wörtern wie Mutter, Vater, Name usw., zum Beispiel naw-it çî-ye? = „Wie heißt du?“ (wörtl.: ‚Name-dein was-ist‘).

#### Personalpronomen
Im Zentral- und Südkurdischen sind viele Pronomina im Laufe der Zeit obsolet geworden, im Nordkurdischen hingegen ist im Vergleich dazu eine große Vielfalt an Pronomina erhalten geblieben. Zum Beispiel hat das Pronomen „ez“ für „ich“ eine alt-nordwestiranische Wurzel. Im Jung-Avestischen war es als „azəm“ und im Parthischen als „az“ vertreten, welche von der urindogermanischen Wurzel *eǵh2óm palatalisiert sind. Im Zentral- und Südkurdischen verwendet man stattdessen den gebeugten Fall „min“, was eigentlich ursprünglich „mein, mich“ bedeutet hat (Avesta mana- „mich“, urindogermanisch *me-), aber in der heutigen Form „ich“. Denselben Prozess machte auch das Neupersische durch (man „ich“ im Vergleich zu Altpersisch adam).
Eine weitere Differenz zwischen dem Kurmandschi und den anderen kurdischen Sprachen zeichnet sich dadurch aus, dass das Kurmandschi das alte Pronomen „hûn“, das von einer Form wie avestisch „yūšma-“ stammt (bezeugt wird dies durch den archaischen Leki-Kognat „hûme“) und im Parthischen sowie im Mittelpersischen „ašmā“ lautete, besitzt. Das Pendant dazu ist das „šumā/šomā“ in Persisch und „şıma“ in Zazaki. Man kann im Kurmandschi von einer älteren Basisform mit „ş“ ausgehen, woraus durch die typische /ş/ > /h/-Konvertierung wie in „çehv“ (Auge, Persisch: čašm) und „guh“ (Ohr, Persisch: gūš) „hun“ entstanden sein dürfte. Bemerkenswert ist, dass das Kurmandschi die uralten indogermanischen Formen *tú (du, modernes Englisch: thou, Altenglisch: þū) und *te (dich, modernes Englisch: thee, Altenglisch: þē) in ihren ursprünglichen Formen im Wesentlichen bis heute konservieren konnte.
| Casus rectus |          |          |          |            |                |                  |         |           |
| Pers/Num     | Kurdisch | Kurdisch | Kurdisch | Persisch   | Zazaki         | Gorani           | Talisch | Bedeutung |
| Pers/Num     | Nord     | Zentral  | Süd      | Persisch   | Zazaki         | Gorani           | Talisch | Bedeutung |
| 1.sg.        | ez       | min      | min      | man        | ez             | min              | āz      | ich       |
| 2.sg.        | tu       | to       | tu       | tu/to      | ti             | to               | tı      | du        |
| 3.sg.        | ew       | ew       | ew       | ū, ān      | o (m.), a (f.) | êd (m.), ad (f.) | əv      | er/sie/es |
| 1.pl.        | em       | ême      | îme      | mā         | ma             | ême              | əmə     | wir       |
| 2.pl.        | hûn      | êwe      | îwe      | šumā/šomā  | şima           | şimê             | şımə    | ihr       |
| 3.pl.        | ew       | ewan     | ewan     | išān, ānhā | ê              | êdê              | əvon    | sie pl.   |

| Casus obliquus / Ergativ |              |        |              |                         |
| Pers/Num                 | Nordkurdisch | Zazaki | Talisch      | Bedeutung               |
| 1.sg.                    | min          | mi(n)  | mı, mıni     | mein(s), mir, mich      |
| 2.sg.                    | te           | to     | tı, tıni     | dein(s), dir, dich      |
| 3.sg.m.                  | wî           | ey     | əy, əvi      | sein(s), ihm, ihn       |
| 3.sg.f.                  | wê           | aye    | –            | ihr(s), ihr, ihr        |
| 1.pl.                    | me           | ma     | əmə, əməni   | unser(s), uns, uns      |
| 2.pl.                    | we           | şima   | şımə, şıməni | euer(s), euch, euch     |
| 3.pl.                    | wan          | înan   | əvon, əvoni  | ihre(s), ihnen, sie pl. |

#### Demonstrativpronomen
Die beiden Demonstrativpronomen haben in den kurdischen Dialekten eine Unterscheidung zwischen nah und fern, die mit denen der englischen this und that vergleichbar sind, zum Beispiel in Kurmandschi ev mêrik „dieser Mann“ (nah), ew mêrik „der/jener Mann“ (fern). Die 3. Pers. Sing. des Personalpronomens wird für das Demonstrativpronomen benutzt. Das jeweils vor dem Schrägstrich stehende gibt nah an und das jeweils auf den Schrägstrich folgende gibt fern an.
| Rectus   |          |          |          |          |                  |                          |
| Form     | Kurdisch | Kurdisch | Kurdisch | Persisch | Zazaki           | Bedeutung                |
| Form     | Nord     | Zentral  | Süd      | Persisch | Zazaki           | Bedeutung                |
| singular | ev/ew    | em/ew    | ey/ew    | īn/ān    | no (m.), na (f.) | dieser, diese, diese pl. |
| plural   | ev/ew    | em/ew    | ey/ew    | īn/ān    | nê               | dieser, diese, diese pl. |

In Sorani und Südkurdisch wird dem jeweiligen Wort im Singular -e und im Plural -ane angehängt, zum Beispiel piyaw „Mann“, em piyawe „dieser Mann“, em piyawane „diese Männer“.
| Obliquus |              |        |                |
| Form     | Nordkurdisch | Zazaki | Bedeutung      |
| maskulin | vî/wî        | ney    | diesen, diesem |
| feminin  | vê/wê        | naye   | diese, dieser  |
| plural   | van/wan      | nînan  | diese, diesen  |

#### Fragepronomen
| Deutsch                  | Nordkurdisch   | Zentralkurdisch | Südkurdisch |
| ------------------------ | -------------- | --------------- | ----------- |
| Wer                      | kî             | kê              | kî          |
| Was                      | çi             | çî              | çe          |
| Wie                      | çawan/çawa/çer | çon             | çûn/çün     |
| Warum                    | çima/çire      | bo (çî)         | erra (çe)   |
| Wo                       | ku/kudê        | kwê             | kûre/kû     |
| Wann                     | kengî          | key             | key         |
| Welcher, Welche, Welches | kîjan          | kam             | kam         |
| Wie viel                 | çend           | çend            | çend        |

#### Pronominalsuffixe
Im Zentralkurdischen und im Südkurdischen sind auch Pronominalsuffixe wie im Persischen vorhanden. Sie werden an das Ende eines Wortes gebunden und erfüllen die Funktion der Personalpronomina. Diese enklitischen Personalpronomina waren auch im Altiranischen enthalten und beruhen möglicherweise auf einem Einfluss von isolierten Vorvölkern. Beispiel:
| Deutsch   | Zentral- und Südkurdisch | Persisch |
| --------- | ------------------------ | -------- |
| Name      | naw                      | nām      |
| Mein Name | nawim                    | nāmam    |

Die Pronominalsuffixe:
| Deutsch | Zentral- und Südkurdisch | Nach Vokal | Persisch    |
| ------- | ------------------------ | ---------- | ----------- |
| mein    | -im                      | -m         | -am         |
| dein    | -it                      | -t         | -at         |
| sein    | -î & -ê                  | -y         | -aš         |
| unser   | -man                     | -man       | -imān/-emān |
| euer    | -tan                     | -tan       | -itān/-etān |
| deren   | -yan                     | -yan       | -išān/-ešān |

Beispiele im Singular:
- „Kurr“ heißt auf Kurdisch „Sohn“ bzw. „Junge“

| Mein Sohn     | Kurrim        |
| Dein Sohn     | Kurrit        |
| Sein/Ihr Sohn | Kurrî & Kurrê |
| Unser Sohn    | Kurrman       |
| Euer Sohn     | Kurrtan       |
| Ihr Sohn pl.  | Kurryan       |

Der Vokal -i- der ersten und zweiten Person fällt nach Vokal und kann bei den Pluralformen nach Konsonant gesetzt werden.
Die enklitischen Personalpronomina können für alle Satzglieder mit Ausnahme des Subjekts stehen (beachte die Besonderheit bei transitiven Verben in der Vergangenheit, s. u.), also für Possessivpronomina, für das indirekte Objekt, für Komplemente einer Präposition und im Präsens auch für das direkte Objekt.
In der Vergangenheit transitiver Verben fungieren sie als Agensmarker und können nicht für das direkte Objekt stehen. Sie kongruieren also mit dem Subjekt.
Eine weitere Besonderheit ist ihre Position. Sie stehen generell auf der zweiten Position ihrer Phrase. Fungieren sie als Possessivpronomina, werden sie direkt an das Bezugswort gehängt. Stellen sie ein von einer Präposition regiertes Komplement dar, so können sie direkt an die Präposition angehängt werden (zum Beispiel: legel-im-da = „mit mir“) oder sie erscheinen am Wort vor der Präposition (zum Beispiel: agireke dûkel-î lê-heldestêt. = „Rauch steigt aus dem Feuer“; wörtl.: das Feuer, Rauch-ihm aus-hochsteigt, wobei das enklitische Personalpronomen -im von der Präposition lê regiert wird).
Ist der einzig mögliche Träger im Satz das Verb selbst, so hängen die enklitischen Personalpronomina entweder an verbalen Präfixen (zum Beispiel: na-t-bînim = „Ich sehe dich nicht.“) oder an der Verbalendung.

#### Izafe
Wenn ein Wort näher bestimmt wird, so wird das Wort im Kurdischen wie in anderen iranischen Sprachen über eine Izafe (auf Arabisch: Hinzufügung) mit dem Bestimmungswort verbunden. Beispiel:
| Deutsch   | Kurmandschi | Sorani   | Südkurdisch |
| --------- | ----------- | -------- | ----------- |
| Haus      | Mal         | Mal      | Mal         |
| Mein Haus | Mala min    | Malî min | Mali min    |

Bei der Izafe gibt es im Singular für männlich und weiblich jeweils eine Form und im Plural eine gemeinsame Form für beide Geschlechter. Darüber hinaus gibt es auch einen Casus rectus und einen Casus obliquus der Izafe. In Sorani und Südkurdisch existiert bei der Izafe-Konstruktion keine Geschlechtsunterscheidung.
Izafe-Formen in Kurdisch:
|                     | Kurmandschi | Kurmandschi | Kurmandschi | Sorani | Sorani | Sorani | Südkurdisch | Südkurdisch | Südkurdisch |
| ------------------- | ----------- | ----------- | ----------- | ------ | ------ | ------ | ----------- | ----------- | ----------- |
| Kasus               | sg.m.       | sg.f.       | pl.         | sg.m.  | sg.f.  | pl.    | sg.m.       | sg.f.       | pl.         |
| Rectus und Obliquus | -ê          | -a          | -ên / -êt   | -î     | -î     | -anî   | -i          | -i          | -ani/geli   |

Dazu folgende Beispiele in Kurmandschi (ker „Esel“, cîran „Nachbar“; das Verbindungssuffix ist fett gedruckt):
| Kasus    | Form mit Izafe  | Bedeutung                |
| -------- | --------------- | ------------------------ |
| Rectus   | ker-ê cîran-î   | der Esel des Nachbarn    |
| .        | ker-a ciran-î   | die Eselin des Nachbarn  |
| .        | ker-a cîran-ê   | die Eselin der Nachbarin |
| .        | ker-ên cîran-î  | die Esel des Nachbarn    |
| .        | ker-ên cîran-an | die Esel der Nachbarn    |
| Obliquus | ker-ê cîran-î   | den Esel des Nachbarn    |
| .        | ker-a cîran-î   | die Eselin des Nachbarn  |
| .        | ker-a cîran-ê   | die Eselin der Nachbarin |
| .        | ker-ên cîran-î  | die Esel des Nachbarn    |
| .        | ker-ên cîran-an | die Esel der Nachbarn    |

### Verbum

#### Ergativ
Kurmandschi und Sorani sind zwei der wenigen indogermanischen Sprachen, die den Ergativ benutzen. So steht im Kurmandschi bei der Vergangenheitsbildung das Agens bei transitiven Verben nicht im Casus rectus, sondern im Casus obliquus (vgl. auch Zazaki). Das Patiens hingegen, das im Deutschen durch ein Akkusativ-Objekt dargestellt wird, steht im Casus rectus. Im Sorani, das keine Fallunterscheidungen mehr kennt, beziehen sich die Pronominalsuffixe, die nie ein Agens sind, auf transitive Verben und markieren den Patiens. Man stellt sie, falls möglich, an das Wort vor dem Verb. Südkurdisch kennt keinen Ergativ; hier steht das Agens im Casus rectus und das Patiens im Casus obliquus. Casus rectus und Casus obliquus lauten bei den in den nachfolgenden Beispielsätzen verwendeten Personalpronomina „ich“ und „du“ in beiden Sprachen allerdings gleich.
Beispiele:
| Deutsch      | Kurmandschi                           | Sorani                                                        | Südkurdisch                          |
| ------------ | ------------------------------------- | ------------------------------------------------------------- | ------------------------------------ |
| Ich sah dich | MinCasus obliquus tuCasus rectus dîtî | MinCasus obliquus toCasus rectusmPronominalsuffix (tom) dîtît | MinCasus rectus tuCasus obliquus dîm |

(Der Vergangenheitsstamm des Verbes ist auf Südkurdisch „dî-“ und nicht wie bei den anderen beiden „dît-“.)
Aber:
| Deutsch | Kurmandschi          | Sorani                | Südkurdisch           |
| ------- | -------------------- | --------------------- | --------------------- |
| Ich kam | EzCasus rectus hatim | MinCasus rectus hatim | MinCasus rectus hatim |

Hier steht das Agens in Kurmandschi und Sorani im Casus rectus, weil „kommen“ ein intransitives Verb ist. Intransitive Verben haben kein Patiens. Im Südkurdischen, das keine Ergativsprache ist, steht das Agens in beiden Beispielen im Casus rectus.

#### Präsens

##### Indikativ und Kontinuativ
Das Indikativ Präsens wird im Kurdischen durch das Voranstellen eines Präfixes (de-, me-) plus der Personalendung (-im) gebildet. Im Südkurdischen ist das Präfix „di-“ bei den meisten Verben weggefallen.
Beispiel: „gehen“, dessen Stamm im Kurdischen -ç- ist, im Indikativ-Präsens:
| Num/Pers | Kurmandschi | Sorani    | Südkurdisch | Leki       | Bedeutung |
| -------- | ----------- | --------- | ----------- | ---------- | --------- |
| 1.sg.    | ez diçim    | min eçim  | min çim     | min meçim  | ich gehe  |
| 2.sg.    | tu diçî     | to eçît   | tu çîd      | tu meçîd   | du gehst  |
| 3.sg.    | ew diçe     | ew eçêt   | ew çûd      | ew meçûd   | er geht   |
| 1.pl.    | em diçin    | ême eçîn  | îme çîm     | îme meçîm  | wir gehen |
| 2.pl.    | hûn diçin   | êwe eçin  | îwe çîn     | hûme meçîn | ihr geht  |
| 3.pl.    | ew diçin    | ewan eçin | ewan çin    | ewan meçin | sie gehen |

Der Kontinuativ wird gebildet, indem man ein Suffix -e (nach einem Vokal: -ye) an die Indikativ-Form anhängt. In der Umgangssprache ist der Kontinuativ im Präsens selten anzutreffen; er wird vor allem in der akademischen Sprache benutzt. Im Deutschen wird er durch „ich gehe gerade“ übersetzt.
| Num/Pers | Kurmandschi | Sorani | Südkurdisch | Englisch       | Bedeutung        |
| -------- | ----------- | ------ | ----------- | -------------- | ---------------- |
| 1.sg.    | ez diçime   |        |             | I am going     | ich gehe gerade  |
| 2.sg.    | tu diçîye   |        |             | you are going  | du gehst gerade  |
| 3.sg.    | ew diçeye   |        |             | he is going    | er geht gerade   |
| 1.pl.    | em diçine   |        |             | we are going   | wir gehen gerade |
| 2.pl.    | hûn diçine  |        |             | you are going  | ihr geht gerade  |
| 3.pl.    | ew diçine   |        |             | they are going | sie gehen gerade |

##### Konjunktiv und Imperativ
Konjunktiv und Imperativ Präsens werden im Kurdischen wie in allen anderen iranischen Sprachen mit der Vorsilbe bi- gebildet. Zuerst kommt die Vorsilbe bi-, dann der Verbstamm und schließlich die Personalendung.
Beispiel für den Konjunktiv Präsens:
| Num/Pers | Kurmandschi | Sorani     | Südkurdisch | Bedeutung        |
| -------- | ----------- | ---------- | ----------- | ---------------- |
| 1.sg.    | ez biçim    | min biçim  | min biçim   | (dass) ich gehe  |
| 2.sg     | tu biçî     | to biçît   | tu biçîd    | du gehest        |
| 3.sg.    | ew biçe     | ew biçêt   | ew biçûd    | er/sie/es geht   |
| 1.pl.    | em biçin    | ême biçîn  | îme biçîm   | (dass) wir gehen |
| 2.pl.    | hûn biçin   | êwe biçin  | îwe biçîn   | ihr gehet        |
| 3.pl.    | ew biçin    | ewan biçin | ewan biçin  | (dass) sie gehen |

Beispiel für den Imperativ Präsens:
| Num/Pers | Kurmandschi  | Sorani       | Südkurdisch  | Bedeutung             |
| -------- | ------------ | ------------ | ------------ | --------------------- |
| 2.sg.    | (tu) biçe!   | (to) biçe!   | (tu) biçû!   | geh!                  |
| 3.sg.    | ew biçe      | ew biçêt     | ew biçûd     | er/sie/es soll gehen! |
| 1.pl.    | em biçin!    | ême biçîn!   | îme biçîm!   | gehen wir!            |
| 2.pl.    | (hûn) biçin! | (êwe) biçin! | (îwe) biçin! | geht!                 |
| 3.pl.    | ew biçin     | ewan biçin   | ewan biçin   | sie sollen gehen!     |

#### Futur
Das Futur existiert als Tempus ausschließlich im Kurmandschi-Dialekt. Für das Futur wird anstatt di- das Präfix bi- benutzt. Darüber hinaus wird es durch eine Partikel gekennzeichnet, die etwa dem Personalpronomen unbetont angehängt wird. Oft ist es -ê, im Schriftkurdischen werden dê und wê bevorzugt, die getrennt geschrieben werden.
Beispiel:
- ezê biçim „ich werde gehen“ – (Schriftkurdisch)
- ew dê biçe „sie wird gehen“
- bavê min dê biçe „mein Vater wird gehen“

| Num/Pers | Kurmandschi  | Bedeutung            |
| -------- | ------------ | -------------------- |
| 1.sg.    | ez dê biçim  | ich werde gehen      |
| 2.sg.    | tu dê biçî   | du wirst gehen       |
| 3.sg.    | ew dê biçe   | er/sie/es wird gehen |
| 1.pl.    | em dê biçin  | wir werden gehen     |
| 2.pl.    | hûn dê biçin | ihr werdet gehen     |
| 3.pl.    | ew dê biçin  | sie werden gehen     |

## Kurdischer Wortschatz
Kurdisch gehört zu den wenigen iranischen Sprachen, die trotz der Islamisierung im Großen und Ganzen ihren originalen Wortschatz bewahren konnten, wenn es auch viele arabische Lehnwörter gibt, verbreitete Arabismen sind zum Beispiel
- fehm kirin „verstehen, begreifen“
- fikirîn „denken“
- zêde „mehr, zu sehr“
- qet „gar nicht, je“
- zilam „Mann“

Persisch wurde als wichtige Amts- und Kultursprache stärker vom Arabischen beeinflusst als das Kurdische, eine Sprache, die in den gebirgigen Regionen einen natürlichen Schutz hat.
Kurdisch besitzt an manchen Stellen ein exklusives iranisches Vokabular mit eigener Semantik, zum Beispiel gund bedeutete in Pahlavi „Truppe, Gruppe, Versammlung“, was sich in modernem Kurdisch zu „Dorf“ entwickelt hat.
| Kurdisch | Persisch | Deutsche Bedeutung |
| -------- | -------- | ------------------ |
| bavik    | pedar    | Vater              |
| dayik    | mādar    | Mutter             |
| çiya     | kūh      | Berg               |
| gund     | deh      | Dorf               |

Die indoeuropäische Herkunft des im äußersten Westen des Verbreitungsgebietes der iranischen Sprachen gesprochenen Kurdisch zeigt sich noch heute in vielen Wörtern. Beispiele für Wörter, die keinen großen Lautverschiebungen ausgesetzt worden sind.
| Proto-Indoeuropäisch  | Kurdisch       | Deutsch      |
| --------------------- | -------------- | ------------ |
| *bhréh2tēr (*bʰrā́tēr) | bira           | Bruder       |
| *bher-                | birin / birdin | (bringen)    |
| *h3bhruH (*obhrū-)    | birû           | (Augen)braue |
| *h1nḗh3mṇ (*enṓmn̥)    | nav, naw       | Name         |
| *néwos                | nû, nev, new   | neu          |
| *swéḱs                | şeş            | sechs        |
| *h2stḗr (*astḗr)      | stêrk, estêre  | Stern        |

Beispiele für Wörter, die sich durch Lautverschiebungen deutlich von der ur-indoeuropäischen Form entfernt haben:
| Proto-Indoeuropäisch             | Altiranisch                  | Kurdisch                                                                 | Deutsch         | Heutige Bedeutung in Kurdisch |
| -------------------------------- | ---------------------------- | ------------------------------------------------------------------------ | --------------- | ----------------------------- |
| *lewk-e-s „Licht“                | rauč-a-h „Licht, Tageslicht“ | roj                                                                      | leuchten, Licht | Tag, Sonne                    |
| *septṃ „sieben“                  | hapta- „sieben“              | heft                                                                     | sieben          | sieben                        |
| *swés-or „Schwester“             | hvah-ar „Schwester“          | xweh xweşk, xwişk, xweyşik (~ *xweh-çik „Schwesterchen“, Sorani: xweyşk) | Schwester       | Schwester                     |
| *ǵeme- „Hochzeit“                | zāmā-tar „Bräutigam“         | zava, zawa (Sorani)                                                      | (Bräutigam)     | Bräutigam                     |
| *ǵneh3- (*ǵnō-) „können, wissen“ | zānā- „wissen“               | zanîn                                                                    | können          | wissen                        |

### Kurdisch-Deutsch-Wörterbücher
- PONS: Das kleine Wörterbuch Kurdisch. Kurdisch-Deutsch / Deutsch-Kurdisch. PONS 2019, ISBN 978-3-12-516197-9.
- Feryad Fazil Omar: Kurdisch-Deutsches Wörterbuch (Nordkurdisch/Kurmancî). Harrassowitz, Wiesbaden 2019, ISBN 978-3-447-11340-3.
- Feryad Fazil Omar: Kurdisch-Deutsches/Deutsch-Kurdisches Taschenwörterbuch (Zentralkurdisch/Soranî). Harrassowitz, Wiesbaden 2019, ISBN 978-3-447-11342-7.
- Abdulkadir Ulumaskan: Ferheng – Wörterbuch. Kurdisch – Deutsch | Deutsch – Kurdisch. Unrast 2019, ISBN 978-3-89771-866-1.

### Kurdisch-Englisch-Wörterbücher
- Michael Lewisohn Chyet: Kurdish-English Dictionary – Kurmanji-English. Yale University Press, New Haven 2003, ISBN 0-300-09152-4 (englisch).
- Nicholas Awde: Kurdish-English / English-Kurdish (Kurmanci, Sorani and Zazaki) Dictionary and Phrasebook. Hippocrene Books, New York 2004, ISBN 0-7818-1071-X (englisch).
- Raman: English-Kurdish (Sorani) Dictionary. Pen Press Publishers, 2003, ISBN 1-904018-83-1 (englisch).
- Salah Saadallah: Saladin’s English-Kurdish Dictionary. Hrsg.: Paris Kurdish Institute. 2. Auflage. Avesta, Istanbul 2000, ISBN 975-7112-85-2 (englisch).
- Aziz Amindarov: Kurdish-English/English-Kurdish Dictionary. Hippocrene Books, New York 1994, ISBN 0-7818-0246-6 (englisch).

### Institute
- Institut für Kurdische Studien, Berlin
- Kurdisches Institut in Paris – Sprache und Literatur
- KAL: Die kurdische Sprachakademie (englisch)

### Wörterbücher
- AzadiyaKurdistan Wörterbuch Deutsch–Kurdisch (Kurmancî)
- Deutsch–Kurdisch
- Deutsch–Kurdisch Wörterbuch Pauker (Kurmancî)
- Deutsch–Kurdisches Wörterbuch Hablaa
- Deutsch–Kurdisch Wörterbuch Ferheng (Kurmancî)
- Englisch–Kurdisch Wörterbuch (Soranî)